# تام برویت
تام برویت (انگلیسی: Tom Brewitt؛ زادهٔ ۱۱ فوریهٔ ۱۹۹۷) بازیکن فوتبال اهل بریتانیا است.
از باشگاه‌هایی که در آن بازی کرده‌است می‌توان به باشگاه فوتبال میدلزبرو اشاره کرد.
وی همچنین در تیم ملی فوتبال زیر ۱۷ سال انگلستان بازی کرده‌است.